# Nicaragua op de Olympische Zomerspelen 1976
Nicaragua nam deel aan de Olympische Zomerspelen 1976 in Montréal, Canada. Net als tijdens de eerste twee deelnames werd ook dit keer geen medaille gewonnen.

## Deelnemers en resultaten
m = mannen 

### Atletiek
| Olympiër          | Discipline       | Resultaat | Prestatie                                         |
| ----------------- | ---------------- | --------- | ------------------------------------------------- |
| Armando Padilla   | 100m (m)         | 63e       | serie 2: 8ste in 11,52                            |
| Armando Padilla   | 200m (m)         | 30e       | serie 1: 4de in 23,07 kwartfinale 4: 7de in 22,74 |
| Ricardo Larios    | 400m (m)         | 41e       | serie 4: 8ste in 50,52                            |
| Erasmo Gómez      | 800m (m)         | 39e       | serie 3: 8ste in 1.57,97                          |
| Francisco Menocal | 1500m (m)        | 38e       | serie 2: 9de in 4.12,47                           |
| Carlos Abhunza    | hoogspringen (m) | DNF       | kwalificatie groep B: geen geldige poging         |

### Boksen
| Olympiër         | Discipline | Resultaat | Prestatie                                             |
| ---------------- | ---------- | --------- | ----------------------------------------------------- |
| Agustín Martínez | -51kg (m)  | DNS       | niet gestart                                          |
| Ernesto González | -60kg (m)  | 15e       | 1ste ronde: vrij 2de ronde: V van VEN Calzadilla: 0-5 |

### Gewichtheffen
| Olympiër         | Discipline  | Resultaat | Prestatie                                                        |
| ---------------- | ----------- | --------- | ---------------------------------------------------------------- |
| Naftaly Parrales | -56kg (m)   | DNF       | trekken: geen geldige poging                                     |
| Sergio Moreno    | -67,5kg (m) | 18e       | trekken: 21ste met 92,5kg stoten: 18de met 125kg totaal: 217,5kg |

### Judo
| Olympiër       | Discipline      | Resultaat | Prestatie                                   |
| -------------- | --------------- | --------- | ------------------------------------------- |
| José Cornavaca | -93kg (m)       | 18e       | 1ste ronde: vrij 2de ronde: V van FRA Rougé |
| José Cornavaca | open klasse (m) | 16e       | 1ste ronde: V van PRK Pak                   |

### Wielersport
| Olympiër                                                         | Discipline         | Resultaat | Prestatie      |
| ---------------------------------------------------------------- | ------------------ | --------- | -------------- |
| Miguel Espinoza                                                  | wegwedstrijd (m)   | DNF       | niet gefinisht |
| David Iornos                                                     | wegwedstrijd (m)   | DNF       | niet gefinisht |
| Hamblin González                                                 | wegwedstrijd (m)   | DNF       | niet gefinisht |
| Manuel Largaespada                                               | wegwedstrijd (m)   | DNF       | niet gefinisht |
| David Iornos Hamblin González Manuel Largaespada Miguel Espinoza | ploegentijdrit (m) | 27e       | 2:51.23        |

### Zwemmen
| Olympiër           | Discipline           | Resultaat | Prestatie               |
| ------------------ | -------------------- | --------- | ----------------------- |
| Campari Knoepffler | 100m vrije slag (m)  | 41e       | serie 3: 6de in 58,48   |
| Frank Richardson   | 200m vrije slag (m)  | 55e       | serie 3: 7de in 2.12,33 |
| Frank Richardson   | 400m vrije slag (m)  | 47e       | serie 3: 6de in 4.40,76 |
| Frank Richardson   | 100m rugslag (m)     | 41e       | serie 1: 7de in 2.12,38 |
| Campari Knoepffler | 100m schoolslag (m)  | 32e       | serie 1: 7de in 1.15,18 |
| Campari Knoepffler | 100m vlinderslag (m) | 42e       | serie 3: 6de in 1.02,05 |

Amerikaanse Maagdeneilanden · Andorra · Antigua en Barbuda · Argentinië · Australië · Bahama's · Barbados · België · Belize · Bermuda · Bolivia · Bondsrepubliek Duitsland · Brazilië · Bulgarije · Canada · Chili · Colombia · Costa Rica · Cuba · Denemarken · Dominicaanse Republiek · Duitse Democratische Republiek · Ecuador · Egypte · Fiji · Filipijnen · Finland · Frankrijk · Griekenland · Groot-Brittannië · Guatemala · Haïti · Honduras · Hongarije · Hongkong · Ierland · IJsland · India · Indonesië · Iran · Israël · Italië · Ivoorkust · Jamaica · Japan · Joegoslavië · Kaaimaneilanden · Kameroen · Koeweit · Libanon · Liechtenstein · Luxemburg · Maleisië · Marokko · Mexico · Monaco · Mongolië · Nederland · Nederlandse Antillen · Nepal · Nicaragua · Nieuw-Zeeland · Noord-Korea · Noorwegen · Oostenrijk · Pakistan · Panama · Papoea-Nieuw-Guinea · Paraguay · Peru · Polen · Portugal · Puerto Rico · Roemenië · San Marino · Saoedi-Arabië · Senegal · Singapore · Sovjet-Unie · Spanje · Suriname · Thailand · Trinidad en Tobago · Tsjecho-Slowakije · Tunesië · Turkije · Uruguay · Venezuela · Verenigde Staten · Zuid-Korea · Zweden · Zwitserland